# Jakimovo
Jakimovo (Bulgaars: Якимово) is een dorp en een gemeente in oblast Montana in het noordwesten van Bulgarije. Het dorp ligt 27 km ten noordoosten van Montana en 104 km ten noordoosten van Sofia.

## Bevolking
Op 31 december 2019 telde het dorp Jakimovo 1.546 inwoners, terwijl de gemeente Jakimovo, inclusief drie nabijgelegen dorpen, zo'n 3.869 inwoners had. De drie dorpen die administratief onder het bestuur van de gemeente Jakimovo vallen zijn Dalgodeltsi, Dolno Tserovene en Komosjtitsa.

### Religie
De meest recente volkstelling is afkomstig uit februari 2011 en was optioneel. Van de 4.332 inwoners reageerden er 4.236 op de optionele volkstelling. De meerderheid van de respondenten behoorde tot de Bulgaars-Orthodoxe Kerk (84,4%). 
| Religieuze samenstelling in februari 2011 | Religieuze samenstelling in februari 2011 | Religieuze samenstelling in februari 2011 | Religieuze samenstelling in februari 2011 | Religieuze samenstelling in februari 2011 |
| ----------------------------------------- | ----------------------------------------- | ----------------------------------------- | ----------------------------------------- | ----------------------------------------- |
|                                           |                                           |                                           |                                           |                                           |
| Bulgaars-Orthodoxe Kerk                   | Bulgaars-Orthodoxe Kerk                   |                                           | 84,4%                                     | 84,4%                                     |
| Katholieke Kerk                           | Katholieke Kerk                           |                                           | 0,3%                                      | 0,3%                                      |
| Protestantisme                            | Protestantisme                            |                                           | 1,0%                                      | 1,0%                                      |
| Islam                                     | Islam                                     |                                           | 0,0%                                      | 0,0%                                      |
| Geen                                      | Geen                                      |                                           | 6,7%                                      | 6,7%                                      |
| Anders/ Onbekend                          | Anders/ Onbekend                          |                                           | 7,6%                                      | 7,6%                                      |

## Nederzettingen
De gemeente Jakimovo bestaat uit de onderstaande vier dorpen:
| Plaatsnaam        | Cyrillisch     | Oppervlakte (km²) | Bevolking (2019) |
| ----------------- | -------------- | ----------------- | ---------------- |
| Dalgodeltsi       | Дългоделци     | 53,131            | 804              |
| Dolno Tserovene   | Долно Церовене | 40,893            | 709              |
| Jakimovo          | Якимово        | 85,822            | 1.546            |
| Komosjtitsa       | Комощица       | 41,131            | 810              |
| gemeente Jakimovo | община Якимово | 220,977           | 3.869            |

Bestuurlijk centrum: Montana
 Berkovitsa - Boïtsjinovtsi - Broesartsi - Georgi Damjanovo - Lom - Medkovets - Montana - Tsjiprovtsi - Valtsjedram - Varsjets - Jakimovo